# Aranit Çela
Aranit Çela (ur. 1923 we Wlorze, zm. 9 maja 2018 tamże) – albański polityk komunistyczny i prawnik, prokurator w procesach politycznych.

## Życiorys
Urodził się we Wlorze, był synem drobnego handlarza Hysena Çeli i Emine. W latach 1935–1941 uczył się w szkole handlowej we Wlorze. Należał do grupy dzieci albańskich, które w 1939 spędzały wakacje we Włoszech, na koszt rządu faszystowskiego. W 1942 próbował uzyskać pracę w pro-włoskim ministerstwie sprawiedliwości, ale bez powodzenia. W szkole poznał Hysni Kapo, dzięki któremu zrobił błyskotliwą karierę polityczną po dojściu komunistów do władzy. Po nieudanej próbie uzyskania etatu w ministerstwie sprawiedliwości pozostawał bez pracy. W 1942 został aresztowany przez policję włoską po znalezieniu w domu kilku ulotek, ale wkrótce uzyskał zwolnienie warunkowe. 10 stycznia 1943 wstąpił do Komunistycznej Partii Albanii, w listopadzie trafił do jednego z oddziałów partyzanckich. W lipcu 1944 służył w 14 brygadzie Armii Narodowowyzwoleńczej, a następnie w 3 dywizji.
W marcu 1945 pracował w Szkodrze jako prokurator wojskowy, zajmując się przygotowaniem procesów przeciwników politycznych i duchownych katolickich. Stamtąd we wrześniu 1946 trafił do prokuratury wojskowej w Korczy, a w 1949 wyjechał na studia prawnicze do ZSRR. Po powrocie do kraju w 1953 objął stanowisko wiceprzewodniczącego Wydziału Śledczego Sigurimi.
W 1955 za zasługi otrzymał stanowisko przewodniczącego Sądu Najwyższego Albanii, które sprawował przez trzy lata. Ponownie stanął na czele Sądu Najwyższego w 1966 i pełnił tę funkcję do 1990. Jego zadaniem było zatwierdzanie wyroków śmierci wydanych przez sądy I instancji, a także skazywanie rodzin prześladowanych na deportację i internowanie. W 1973 domagał się zasądzenia kary śmierci dla przywódców buntu więźniów w Spacu. W 1977 podpisał wyrok śmierci na dwóch młodych poetów albańskich: Vilsona Blloshmiego i Genca Lekę. Był przewodniczącym sądu, który skazał na karę śmierci funkcjonariuszy aparatu bezpieczeństwa: Kadriu Hazbiu i Fecora Shehu.
W latach 1958–1991 zasiadał nieprzerwanie w Zgromadzeniu Ludowym, a także w Komitecie Centralnym Albańskiej Partii Pracy.
Jako jeden z najbardziej znienawidzonych funkcjonariuszy komunistycznego wymiaru sprawiedliwości, w 1996 stanął przed sądem w Tiranie i 24 maja został skazany na karę śmierci za zbrodnie przeciwko ludzkości. Dwa miesiące później uzyskał złagodzenie wyroku do 25 lat więzienia. W 1997 skorzystał z dobrodziejstwa amnestii i opuścił więzienie, do końca życia pobierał emeryturę weterana wojennego.
W 2015, wraz z innymi funkcjonariuszami państwa komunistycznego został pozbawiony przyznanych mu wcześniej odznaczeń państwowych.

## Publikacje
- 1979: Ligjshmëria socialiste, armë e shtetit tonë të diktaturës së proletariatit